# Bộ trưởng Thương mại (Pháp)
Bộ trưởng Thương mại Pháp là một bộ phận cấu thành nội các chính phủ Pháp. Người đứng đầu về vấn đề thương mại của Pháp đôi khi cũng kiêm luôn một số chức vụ thuộc các bộ khác như của bộ Công chính, bộ Nội vụ, bộ Nông nghiệp, bộ Bưu chính, Điện báo và Điện thoại và một số bộ khác nữa.
Sau khi thêt lập được nền Đệ ngũ Công hòa một thời gian, bộ Thương mại Pháp bắt đầu trở thành một phần của các bộ khác lớn hơn (đôi khi vẫn hoạt động như một chính thể độc lập). Người cuối cùng được giao trọng trách liên quan đến lĩnh vực Thương mại Pháp là bà Martine Pinville, Quốc vụ khanh Pháp phụ trách Thương mại, Thủ công, Tiêu dùng và Kinh tế - Xã hội và đoàn kết và bà giữ chức này đến ngay 10 tháng 5 năm 2017.

## Danh sách các bộ trưởng thương mại Pháp
| Tên                                                      | Chân dung                | Sinh - mất                                                      | Danh xưng chức vị | Thời gian làm việc                          | Nguyên thủ quốc gia                                 | Đảng phái chính trị                            |
| Đệ Nhất Đế chế Pháp                                      | Đệ Nhất Đế chế Pháp      | Đệ Nhất Đế chế Pháp                                             | Đệ Nhất Đế chế Pháp | Đệ Nhất Đế chế Pháp                         | Đệ Nhất Đế chế Pháp                                 | Đệ Nhất Đế chế Pháp                            |
| -------------------------------------------------------- | ------------------------ | --------------------------------------------------------------- | --- | ------------------------------------------- | --------------------------------------------------- | ---------------------------------------------- |
| Jean-Baptiste Collin                                     | 155x155px[liên kết hỏng] | 1 tháng 1 năm 1750 - 7 tháng 7 năm 1826                         | Bộ trưởng Thương mại và Gia Công | 16 tháng 1 năm 1812 - 1 tháng 4 năm 1814    | Napoleon I                                          | Không rõ                                       |
| Phục hoàng lần thứ hai                                   |                          |                                                                 | |                                             |                                                     |                                                |
| Pierre de Saint-Cricq                                    | 129x129px[liên kết hỏng] | 24 tháng 8 năm 1772 - 25 tháng 2 năm 1854                       | Bộ trưởng Thương mại và Gia Công | 29 tháng 1 năm 1828 - 9 tháng 8 năm 1829    | Charles X                                           | Không rõ                                       |
| Nền quân chủ Tháng 7                                     |                          |                                                                 | |                                             |                                                     |                                                |
| Antoine Maurice Apollinaire d'Argout                     | 126x126px[liên kết hỏng] | 28 tháng 8 năm 1782 - 18 tháng 1 năm 1858                       | Bộ trưởng Thương mại và Công trình công cộng                                                                                           | 13 tháng 3 năm 1831 - 31 tháng 12 năm 1832  | Louis-Philippe I                                    | Bảo hoàng                                      |
| Adolphe Thiers                                           | 131x131px[liên kết hỏng] | 15 tháng 4 năm 1797 - 3 tháng 9 năm 1877                        | Bộ trưởng Thương mại và Công trình công cộng                                                                                           | 31 tháng 12 năm 1832 - 4 tháng 4 năm 1834   | Louis-Philippe I                                    | Đảng Đối kháng                                 |
| Tanneguy Duchâtel                                        | 122x122px[liên kết hỏng] | 19 tháng 2 năm 1803 - 5 thang 11 năm 1867                       | Bộ trưởng Thương mại | 4 tháng 4 năm 1834 - 10 tháng 11 năm 1834   | Louis-Philippe I                                    | Đảng Bảo thủ                                   |
| Jean-Baptiste Teste                                      | 133x133px[liên kết hỏng] | 20 tháng 10 năm 1780 - 20 tháng 4 năm 1852                      | Bộ trưởng Thương mại | 10 - 18 tháng 11 năm 1834                   | Louis-Philippe I                                    | Không rõ                                       |
| Tanneguy Duchâtel                                        | 122x122px[liên kết hỏng] | 20 tháng 10 năm 1780 - 20 tháng 4 năm 1852                      | Bộ trưởng Thương mại | 18 tháng 11 năm 1834 - 8 tháng 1 năm 1836   | Louis-Philippe I                                    | Đảng Bảo thủ                                   |
| Hippolyte Passy                                          | 129x129px[liên kết hỏng] | 15 tháng 10 năm 1793 - 1 tháng 6 năm 1880                       | Bộ trưởng Thương mại và Công trình công cộng                                                                                           | 22 tháng 2 - 6 tháng 9 năm 1836             | Louis-Philippe I                                    | Đảng Trật tự                                   |
| Nicolas Martin du Nord                                   | 143x143px[liên kết hỏng] | 29 tháng 7 năm 1790 - 12 tháng 3 năm 1847                       | Bộ trưởng Thương mại, Nông nghiệp và Công trình công cộng                                                                              | 19 tháng 9 năm 1836 - 31 tháng 3 năm 1839   | Louis-Philippe I                                    | Đảng Bảo thủ                                   |
| Adrien de Gasparin                                       | 133x133px[liên kết hỏng] | 29 tháng 6 năm 1783 - 7 tháng 9 năm 1862                        | Bộ trưởng Thương mại, Nông nghiệp và Công trình công cộng                                                                              | 31 tháng 3 - 12 tháng 5 năm 1939            | Louis-Philippe I                                    | Không rõ                                       |
| Laurent Cunin-Gridaine                                   | 123x123px[liên kết hỏng] | 10 tháng 7 năm 1778 - 19 tháng 4 năm 1859                       | Bộ trưởng Nông nghiệp và Thương mại | 12 tháng 5 năm 1839 - 1 tháng 3 năm 1840    | Louis-Philippe I                                    | Không rõ                                       |
| Alexandre Goüin                                          | 154x154px[liên kết hỏng] | 25 tháng 1 năm 1792 - 27 tháng 5 năm 1872                       | Bộ trưởng Nông nghiệp và Thương mại | 1 tháng 3 - 29 tháng 10 năm 1840            | Louis-Philippe I                                    | Cánh hữu                                       |
| Laurent Cunin-Gridaine                                   | 123x123px[liên kết hỏng] | 10 tháng 7 năm 1778 - 19 tháng 4 năm 1859                       | Bộ trưởng Nông nghiệp và Thương mại | 29 tháng 10 năm 1840                        | Louis-Philippe I                                    | Không rõ                                       |
| Đệ Nhị Cộng hòa Pháp                                     |                          |                                                                 | |                                             |                                                     |                                                |
| Eugène Bethmont                                          | 126x126px[liên kết hỏng] | 12 tháng 3 năm 1804 - 1 tháng 4 năm 1860                        | Bộ trưởng Nông nghiệp và Thương mại | 24 tháng 2 - 11 tháng 5 năm 1848            | Jacques-Charles Dupont de l'Eure                    | Không rõ                                       |
| Eugène Bethmont                                          | 126x126px[liên kết hỏng] | 12 tháng 3 năm 1804 - 1 tháng 4 năm 1860                        | Bộ trưởng Nông nghiệp và Thương mại | 24 tháng 2 - 11 tháng 5 năm 1848            | Francois Arago                                      | Không rõ                                       |
| Ferdinand Flocon                                         | 127x127px[liên kết hỏng] | 1 tháng 11 năm 1800 - 15 tháng 5 năm 1866                       | Bộ trưởng Nông nghiệp và Thương mại | 11 tháng 5 - 28 tháng 6 năm 1848            | Francois Arago                                      | Không đảng phái (?)                            |
| Charles Gilbert Tourret                                  | 116x116px[liên kết hỏng] | 22 tháng 12 năm 1795 - 17 tháng 5 năm 1858                      | Bộ trưởng Nông nghiệp và Thương mại | 28 tháng 6 - 20 tháng 12 năm 1848           | Louis-Eugène Cavaignac                              | Không rõ                                       |
| Jacques Alexandre Bixio                                  | 127x127px[liên kết hỏng] | 20 tháng 11 năm 1808 - 16 tháng 12 năm 1865                     | Bộ trưởng Nông nghiệp và Thương mại | 20 - 29 tháng 12 năm 1848                   | Louis-Napoléon Bonaparte                            | Không rõ                                       |
| Louis Joseph Buffet                                      | 130x130px[liên kết hỏng] | 26 tháng 10 năm 1918 - 7 tháng 7 năm 1898                       | Bộ trưởng Nông nghiệp và Thương mại | 9 tháng 12 năm 1848 - 2 tháng 6 năm 1849    | Louis-Napoléon Bonaparte                            | Bảo hoàng ôn hòa                               |
| Victor Lanjuinais                                        | 138x138px[liên kết hỏng] | 5 tháng 11 năm 1802 - 1 tháng 1 năm 1869                        | Bộ trưởng Nông nghiệp và Thương mại | 2 tháng 6 - 31 tháng 10 năm 1848            | Louis-Napoléon Bonaparte                            | Cánh hữu Đảng thứ ba                           |
| Jean-Baptiste Dumas                                      | 131x131px[liên kết hỏng] | 14 tháng 7 năm 1800 - 11 tháng 4 năm 1884                       | Bộ trưởng Nông nghiệp và Thương mại | 31 tháng 10 năm 1848 - 9 tháng 1 năm 1850   | Louis-Napoléon Bonaparte                            | Không rõ                                       |
| Louis Bernard Bonjean                                    | 133x133px[liên kết hỏng] | 4 tháng 5 năm 1804 - 24 tháng 5 năm 1871                        | Bộ trưởng Nông nghiệp và Thương mại | 9 - 24 tháng 1 năm 1850                     | Louis-Napoléon Bonaparte                            | Không rõ                                       |
| Eugène Joseph Schneider                                  | 134x134px[liên kết hỏng] | 29 tháng 3 năm 1805 - 27 tháng 11 năm 1875                      | Bộ trưởng Nông nghiệp và Thương mại | 24 tháng 1 - 10 tháng 4 năm 1851            | Louis-Napoléon Bonaparte                            | Không rõ                                       |
| Louis Joseph Buffet                                      | 130x130px[liên kết hỏng] | 26 tháng 10 năm 1918 - 7 tháng 7 năm 1898                       | Bộ trưởng Nông nghiệp và Thương mại | 10 tháng 4 - 26 tháng 10 năm 1851           | Louis-Napoléon Bonaparte                            | Bảo hoàng ôn hòa                               |
| François-Xavier Joseph                                   | 186x186px[liên kết hỏng] | 27 tháng 6 năm 1796 - 14 tháng 5 năm 1881                       | Bộ trưởng Nông nghiệp và Thương mại | 26 tháng 10 - 22 tháng 11 năm 1851          | Louis-Napoléon Bonaparte                            | Bonaparte                                      |
| Noël Lefebvre-Duruflé                                    | 119x119px[liên kết hỏng] | 19 tháng 2 năm 1792 - 3 tháng 11 năm 1877                       | Bộ trưởng Nông nghiệp và Thương mại | 26 tháng 11 năm 1851 - 25 tháng 1 năm 1852  | Louis-Napoléon Bonaparte                            | Không rõ                                       |
| Victor de Persigny                                       | không khung              | 11 tháng 1 năm 1808 - 12 tháng 1 năm 1872                       | Bộ trưởng Nội vụ, Nông nghiệp và Thương mại                                                                                            | 25 tháng 1 - 2 tháng 12 năm 1852            | Louis-Napoléon Bonaparte                            | Bornaparte Cực đoan                            |
| Đệ Nhị Đế chế Pháp                                       |                          |                                                                 | |                                             |                                                     |                                                |
| Victor de Persigny                                       | không khung              | 11 tháng 1 năm 1808 - 12 tháng 1 năm 1872                       | Bộ trưởng Nội vụ, Nông nghiệp và Thương mại                                                                                            | 2 tháng 12 năm 1852 - 23 tháng 6 năm 1853   | Napoléon III                                        | Bornaparte Cực đoan                            |
| Pierre Magne                                             | không khung              | 3 tháng 12 năm 1806 - 17 tháng 2 năm 1879                       | Bộ trưởng Nông nghiệp, Thương mại và Công trình Công cộng                                                                              | 23 tháng 6 năm 1853 - 3 tháng 2 năm 1855    | Napoléon III                                        | Không rõ                                       |
| Eugène Rouher                                            | không khung              | 30 tháng 11 năm 1814 - 3 tháng năm 1884                         | Bộ trưởng Nông nghiệp, Thương mại và Công trình Công cộng                                                                              | 3 tháng 2 năm 1855 - 23 tháng 6 năm 1863    | Napoléon III                                        | Bornaparte Cực đoan                            |
| Louis Henri Armand Behh                                  | không khung              | 15 tháng 1 năm 1809 - 2 tháng 3 năm 1891                        | Bộ trưởng Nông nghiệp, Thương mại và Công trình Công cộng                                                                              | 23 tháng 6 năm 1863 - 20 tháng 1 năm 1867   | Napoléon III                                        | Không rõ                                       |
| Adolphe Forcade Laroquette                               | không khung              | 8 tháng 4 năm 1820 - 15 tháng 8 năm 1874                        | Bộ trưởng Nông nghiệp, Thương mại và Công trình Công cộng                                                                              | 20 tháng 1 năm 1867 - 17 tháng 12 năm 1868  | Napoléon III                                        | Không rõ                                       |
| Edmond Valléry Gressier                                  | không khung              | 21 tháng 12 năm 1813 - 1 tháng 11 năm 1892                      | Bộ trưởng Nông nghiệp, Thương mại và Công trình Công cộng                                                                              | 17 tháng 12 năm 1868 - 16 tháng 6 năm 1869  | Napoléon III                                        | Bonaparte                                      |
| Edmond Humblot (tạm thời)                                | không khung              | 16 tháng 4 năm 1830 - 12 tháng 1 năm 1899                       | Bộ trưởng Nông nghiệp, Thương mại và Công trình Công cộng                                                                              | 16 tháng 6 - 17 tháng 7 năm 1869            | Napoléon III                                        | Không rõ                                       |
| Alfred Le Roux                                           | không khung              | 11 tháng 12 năm 1815 - 1 tháng 6 năm 1880                       | Bộ trưởng Nông nghiệp và Thương mại | 17 tháng 7 năm 1869 - 2 tháng 1 năm 1870    | Napoléon III                                        | Bonaparte                                      |
| Charles Louvet                                           | không khung              | 22 tháng 10 năm 1806 - 2 tháng 3 năm 1882                       | Bộ trưởng Nông nghiệp và Thương mại | 2 tháng 1 - 10 tháng 8 năm 1870             | Napoléon III                                        | Không rõ                                       |
| Clement Duvernois                                        | không khung              | 6 tháng 4 năm 1836 - 8 tháng 7 năm 1879                         | Bộ trưởng Nông nghiệp và Thương mại | 10 tháng 8 - 4 tháng 9 năm 1870             | Napoléon III                                        | Không rõ                                       |
| Đệ Tam Cộng hòa Pháp                                     |                          |                                                                 | |                                             |                                                     |                                                |
| Pierre Magnin                                            | không khung              | 1 tháng 1 năm 1824 - 22 tháng 11 năm 1910                       | Bộ trưởng Nông nghiệp và Thương mại | 4 tháng 9 năm 1870 - 19 tháng 2 năm 1971    | Louis Jules Trochu                                  | Không rõ                                       |
| Pierre Magnin                                            | không khung              | 1 tháng 1 năm 1824 - 22 tháng 11 năm 1910                       | Bộ trưởng Nông nghiệp và Thương mại | 4 tháng 9 năm 1870 - 19 tháng 2 năm 1971    | Adolphe Thiers                                      | Không rõ                                       |
| Félix Lambrecht                                          | không khung              | 4 tháng 4 năm 1819 - 8 tháng 10 năm 1871                        | Bộ trưởng Nông nghiệp và Thương mại | 19 tháng 2 - 5 tháng 6 năm 1971             | Adolphe Thiers                                      | Đảng thứ ba Trung tả                           |
| Victor Lefranc                                           | không khung              | 3 tháng 2 năm 1809 - 12 tháng 9 năm 1883                        | Bộ trưởng Nông nghiệp và Thương mại | 5 tháng 6 năm 1871 - 6 tháng 2 năm 1872     | Adolphe Thiers                                      | Cộng hòa Ôn hòa                                |
| Eugène de Goulard                                        | không khung              | 28 tháng 10 năm 1808/ 28 tháng 12 năm 1808 - 4 tháng 7 năm 1874 | Bộ trưởng Nông nghiệp và Thương mại | 6 tháng 2 - 23 tháng 4 năm 1872             | Adolphe Thiers                                      | Trung hữu                                      |
| Pierre-Edmond Teisserenc de Bort                         | không khung              | 4 tháng 9 năm 1804 - 29 tháng 7 năm 1892                        | Bộ trưởng Nông nghiệp và Thương mại | 23 tháng 4 năm 1872 - 24 tháng 5 năm 1873   | Adolphe Thiers                                      | Không rõ                                       |
| Marie Roullet de La Bouillerie                           | không khung              | 22 tháng 3 năm 1822 - 24 tháng 9 năm 1894                       | Bộ trưởng Nông nghiệp và Thương mại | 25 tháng 5 - 26 tháng 11 năm 1873           | Patrice de Mac Mahon                                | Chính thống                                    |
| Alfred Deseilligny                                       | không khung              | 9 tháng 5 năm 1828 - 17 tháng 4 năm 1875                        | Bộ trưởng Nông nghiệp và Thương mại | 26 tháng 11 năm 1873 - 21 tháng 5 năm 1874  | Patrice de Mac Mahon                                | Trung tả                                       |
| Louis Grivart                                            | không khung              | 30 tháng 7 năm 1829 - 3 tháng 8 năm 1901                        | Bộ trưởng Nông nghiệp và Thương mại | 21 tháng 5 năm 1874 - 10 tháng 3 năm 1875   | Patrice de Mac Mahon                                | Cánh hữu                                       |
| Camille de Meaux                                         | không khung              | 30 tháng 8 năm 1830 - 4 tháng 11 năm 1907                       | Bộ trưởng Nông nghiệp và Thương mại | 10 tháng 3 năm 1875 - 9 tháng 3 năm 1876    | Patrice de Mac Mahon                                | Trung hữu                                      |
| Pierre-Edmond Teisserenc de Bort                         | không khung              | 4 tháng 9 năm 1804 - 29 tháng 7 năm 1892                        | Bộ trưởng Nông nghiệp và Thương mại | 9 tháng 3 năm 1876 - 17 tháng 5 năm 1877    | Patrice de Mac Mahon                                | Không rõ                                       |
| Camille de Meaux                                         | không khung              | 30 tháng 8 năm 1830 - 4 tháng 11 năm 1907                       | Bộ trưởng Nông nghiệp và Thương mại | 17 tháng 7 - 23 tháng 11 năm 1877           | Patrice de Mac Mahon                                | Trung hữu                                      |
| Jules Ozenne                                             | không khung              | 8 tháng 12 năm 1809 - 2 tháng 3 năm 1889                        | Bộ trưởng Nông nghiệp và Thương mại | 23 tháng 11 - 13 tháng 12 năm 1877          | Patrice de Mac Mahon                                | Không rõ                                       |
| Pierre-Edmond Teisserenc de Bort                         | không khung              | 4 tháng 9 năm 1804 - 29 tháng 7 năm 1892                        | Bộ trưởng Nông nghiệp và Thương mại | 13 tháng 12 năm 1877 - 4 tháng 2 năm 1879   | Patrice de Mac Mahon                                | Không rõ                                       |
| Pierre-Edmond Teisserenc de Bort                         | không khung              | 4 tháng 9 năm 1804 - 29 tháng 7 năm 1892                        | Bộ trưởng Nông nghiệp và Thương mại | 13 tháng 12 năm 1877 - 4 tháng 2 năm 1879   | Jules Grévy                                         | Không rõ                                       |
| Charles Lepère                                           | không khung              | 1 tháng 2 năm 1823 - 6 tháng 9 năm 1885                         | Bộ trưởng Nông nghiệp và Thương mại | 4 tháng 2 - 4 tháng 3 năm 1879              | Không rõ                                            |                                                |
| Pierre Tirard                                            | không khung              | 27 tháng 9 năm 1827 - 4 tháng 11 năm 1893                       | Bộ trưởng Nông nghiệp và Thương mại | 5 tháng 3 năm 1879 - 10 tháng 11 năm 1881   | Độc lập                                             |                                                |
| Maurice Rouvier                                          | không khung              | 17 tháng 4 năm 1841 - 7 tháng 6 năm 1911                        | Bộ trưởng Thương mại và Thuộc địa | 14 tháng 11 năm 1881 - 30 tháng 1 năm 1882  | Cộng hòa cấp tiến                                   |                                                |
| Pierre Tirard                                            | không khung              | 27 tháng 9 năm 1827 - 4 tháng 11 năm 1893                       | Bộ trưởng Thương mại | 30 tháng 1 - 7 tháng 8 năm 1882             | Độc lập                                             |                                                |
| Pierre Legrand                                           | không khung              | 13 tháng 5 năm 1834 - 31 tháng 5 năm 1895                       | Bộ trưởng Thương mại | 7 tháng 8 năm 1882 - 20 tháng 1 năm 1883    | Cộng hòa Ôn hòa                                     |                                                |
| Anne-Charles Hérisson                                    | không khung              | 12 tháng 10 năm 1831 - 23 tháng 11 năm 1893                     | Bộ trưởng Thương mại | 21 tháng 2 năm 1883 - 14 tháng 10 năm 1884  | Liên minh Cộng hòa                                  |                                                |
| Maurice Rouvier                                          | không khung              | 17 tháng 4 năm 1841 - 7 tháng 6 năm 1911                        | Bộ trưởng Thương mại | 14 tháng 10 năm 1884 - 6 tháng 4 năm 1885   | Cộng hòa cấp tiến                                   |                                                |
| Pierre Legrand                                           | không khung              | 13 tháng 5 năm 1834 - 31 tháng 5 năm 1895                       | Bộ trưởng Thương mại | 6 tháng 4 - 9 tháng 11 năm 1885             | Cộng hòa Ôn hòa                                     |                                                |
| Lucien Dautresme                                         | không khung              | 21 tháng 5 năm 1826 - 18 tháng 2 năm 1892                       | Bộ trưởng Thương mại | 9 tháng 11 năm 1885 - 7 tháng 1 năm 1886    | Liên minh Cộng hòa                                  |                                                |
| Édouard Lockroy                                          | không khung              | 18 tháng 7 năm 1838 - 22 tháng 11 năm 1913                      | Bộ trưởng Thương mại và Công nghiệp | 7 tháng 1 năm 1886 - 30 tháng 5 năm 1887    | Đảng Cộng hòa cấp tiến và Xã hội Chủ nghĩa cấp tiến |                                                |
| Lucien Dautresme                                         | không khung              | 21 tháng 5 năm 1826 - 18 tháng 2 năm 1892                       | Bộ trưởng Thương mại và Công nghiệp | 30 tháng 5 năm 1887 - 3 tháng 4 năm 1888    | Liên minh Cộng hòa                                  |                                                |
| Lucien Dautresme                                         | không khung              | 21 tháng 5 năm 1826 - 18 tháng 2 năm 1892                       | Bộ trưởng Thương mại và Công nghiệp | 30 tháng 5 năm 1887 - 3 tháng 4 năm 1888    | Liên minh Cộng hòa                                  | Marie François Sadi Carnot                     |
| Pierre Legrand                                           | không khung              | 13 tháng 5 năm 1834 - 31 tháng 5 năm 1895                       | Bộ trưởng Thương mại và Công nghiệp | 3 tháng 4 năm 1888 - 22 tháng 2 năm 1889    | Marie François Sadi Carnot                          | Cộng hòa Ôn hòa                                |
| Pierre Tirard                                            | không khung              | 27 tháng 9 năm 1827 - 4 tháng 11 năm 1893                       | Bộ trưởng Thương mại và Công nghiệp | 22 tháng 2 năm 1889 - 17 tháng 3 năm 1890   | Marie François Sadi Carnot                          | Độc lập                                        |
| Jules Roche                                              | không khung              | 22 tháng 5 năm 1841 - 8 tháng 4 năm 1923                        | Bộ trưởng Thương mại và Công nghiệp | 17 tháng 3 năm 1890 - 6 tháng 12 năm 1892   | Marie François Sadi Carnot                          | Cánh tả cực đoạn                               |
| Jules Siegfried                                          | không khung              | 12 tháng 2 năm 1837 - 26 tháng 9 năm 1922                       | Bộ trưởng Thương mại và Công nghiệp | 6 tháng 12 năm 1892 - 4 tháng 4 năm 1893    | Marie François Sadi Carnot                          | Liên minh Dân chủ Cộng hòa                     |
| Louis Terrier                                            | không khung              | 8 tháng 7 năm 1854 - 20 tháng 8 năm 1895                        | Bộ trưởng Thương mại và Công nghiệp | 4 tháng 4 - 3 tháng 12 năm 1893             | Marie François Sadi Carnot                          | Trung tả                                       |
| Antoine Marty                                            | không khung              | 31 tháng 1 năm 1838 - 5 tháng 11 năm 1916                       | Bộ trưởng Thương mại và Công nghiệp | 3 tháng 12 năm 1893 - 30 tháng 5 năm 1894   | Marie François Sadi Carnot                          | Cộng hòa                                       |
| Victor Lourties                                          | không khung              | 21/22 tháng 7 năm 1844 - 2 tháng 5 năm 1922                     | Bộ trưởng Thương mại và Công nghiệp | 30 tháng 5 năm 1894 - 26 tháng 1 năm 1895   | Marie François Sadi Carnot                          | Cánh tả                                        |
| Victor Lourties                                          | không khung              | 21/22 tháng 7 năm 1844 - 2 tháng 5 năm 1922                     | Bộ trưởng Thương mại và Công nghiệp | 30 tháng 5 năm 1894 - 26 tháng 1 năm 1895   | Jean Casimir-Perier                                 | Cánh tả                                        |
| Victor Lourties                                          | không khung              | 21/22 tháng 7 năm 1844 - 2 tháng 5 năm 1922                     | Bộ trưởng Thương mại và Công nghiệp | 30 tháng 5 năm 1894 - 26 tháng 1 năm 1895   | Félix Faure                                         | Cánh tả                                        |
| André Lebon                                              | không khung              | 26 tháng 8 năm 1859 - 17 tháng 2 năm 1938                       | Bộ trưởng Thương mại và Công nghiệp | 26 tháng 1 - 1 tháng 11 năm 1895            | Félix Faure                                         | Không rõ                                       |
| Gustave Mesureur                                         | không khung              | 2 tháng 4 năm 1847 - 19 tháng 8 năm 1925                        | Bộ trưởng Thương mại và Công nghiệp | 1 tháng 11 năm 1895 - 29 tháng 4 năm 1896   | Félix Faure                                         | Đảng Cấp tiến                                  |
| Henry Boucher                                            | không khung              | 19 tháng 9 năm 1847 - 1 tháng 2 năm 1927                        | Bộ trưởng Thương mại và Công nghiệp | 29 tháng 4 năm 1896 - 28 tháng 6 năm 1898   | Félix Faure                                         | Liên đoàn Cộng hòa                             |
| Émile Maruéjouls                                         | không khung              | 4 tháng 8 năm 1835 - 22 tháng 10 năm 1908                       | Bộ trưởng Thương mại và Công nghiệp | 28 tháng 6 - 1 tháng 11 năm 1898            | Félix Faure                                         | Đảng Cấp tiến                                  |
| Paul Delombre                                            | không khung              | 18 tháng 3 năm 1848 - 8 tháng 11 năm 1933                       | Bộ trưởng Thương mại và Công nghiệp | 1 tháng 11 năm 1898 - 22 tháng 6 năm 1899   | Félix Faure                                         | Liên minh Dân chủ Cộng hòa                     |
| Paul Delombre                                            | không khung              | 18 tháng 3 năm 1848 - 8 tháng 11 năm 1933                       | Bộ trưởng Thương mại và Công nghiệp | 1 tháng 11 năm 1898 - 22 tháng 6 năm 1899   | Émile Loubet                                        | Liên minh Dân chủ Cộng hòa                     |
| Alexandre Millerand                                      | không khung              | 10 tháng 2 năm 1859 - 6 tháng 4 năm 1943                        | Bộ trưởng Thương mại và Công nghiệp | 22 tháng 6 năm 1899 - 7 tháng 6 năm 1902    | Đảng Xã hội người Pháp                              |                                                |
| Georges Trouillot                                        | không khung              | 7 tháng 5 năm 1851 - 20/21 tháng 11 năm 1916                    | Bộ trưởng Thương mại và Công nghiệp | 7 tháng 6 năm 1902 - 24 tháng 1 năm 1905    | Độc lập Cấp tiến                                    |                                                |
| Fernand Dubief                                           | không khung              | 14 tháng 10 năm 1850 - 4 tháng 6 năm 1916                       | Bộ trưởng Thương mại và Công nghiệp | 21 tháng 1 - 12 tháng 11 năm 1905           | Đảng Cấp tiến                                       |                                                |
| Georges Trouillot                                        | không khung              | 7 tháng 5 năm 1851 - 20/21 tháng 11 năm 1916                    | Bộ trưởng Thương mại và Công nghiệp | 12 tháng 11 năm 1905 - 14 tháng 3 năm 1906  | Độc lập Cấp tiến                                    |                                                |
| Georges Trouillot                                        | không khung              | 7 tháng 5 năm 1851 - 20/21 tháng 11 năm 1916                    | Bộ trưởng Thương mại và Công nghiệp | 12 tháng 11 năm 1905 - 14 tháng 3 năm 1906  | Độc lập Cấp tiến                                    | Armand Fallières                               |
| Gaston Doumergue                                         | không khung              | 1 tháng 8 năm 1863 - 18 tháng 6 năm 1937                        | Bộ trưởng Thương mại và Công nghiệp | 14 tháng 3 năm 1906 - 4 tháng 2 năm 1908    | Đảng Cấp tiến                                       |                                                |
| Jean Cruppi                                              | không khung              | 22 tháng 5 năm 1855 - 16 tháng 10 năm 1933                      | Bộ trưởng Thương mại và Công nghiệp | 4 tháng 1 năm 1908 - 24 tháng 7 năm 1909    | Đảng Cấp tiến                                       |                                                |
| Jean Dupuy                                               | không khung              | 1 tháng 10 năm 1844 - 31 tháng 12 năm 1919                      | Bộ trưởng Thương mại và Công nghiệp | 24 tháng 7 năm 1909 - 2 tháng 3 năm 1911    | Liên minh Dân chủ Cộng hòa                          |                                                |
| Alfred Massé                                             | không khung              | 2 tháng 6 năm 1870 - 28 tháng 12 năm 1951                       | Bộ trưởng Thương mại và Công nghiệp | 2 tháng 3 - 27 tháng 6 năm 1911             | Đảng Cấp tiến                                       |                                                |
| Maurice Couyba                                           | không khung              | 1 tháng 1 năm 1866 - 18 tháng 11 năm 1931                       | Bộ trưởng Thương mại và Công nghiệp | 27 tháng 6 năm 1911 - 14 tháng 1 năm 1912   | Không đảng phái.                                    |                                                |
| Fernand David                                            | không khung              | 18 tháng 10 năm 1869 - 17 tháng 1 năm 1935                      | Bộ trưởng Thương mại và Công nghiệp | 14 tháng 1 năm 1912 - 24 tháng 1 năm 1913   | Cánh tả cấp tiến                                    |                                                |
| Gabriel Guist'hau                                        | không khung              | 22 tháng 9 năm 1863 - 27 tháng 11 năm 1931                      | Bộ trưởng Thương mại và Công nghiệp | 21 tháng 1 - 22 tháng 3 năm 1913            | Liên minh Dân chủ Cộng hòa                          |                                                |
| Gabriel Guist'hau                                        | không khung              | 22 tháng 9 năm 1863 - 27 tháng 11 năm 1931                      | Bộ trưởng Thương mại và Công nghiệp | 21 tháng 1 - 22 tháng 3 năm 1913            | Liên minh Dân chủ Cộng hòa                          | Raymond Poincaré                               |
| Alfred Massé                                             | không khung              | 2 tháng 6 năm 1870 - 28 tháng 12 năm 1951                       | Bộ Trưởng Thương mại, Công nghiệp, Điện báo và Điện tín                                                                                | 22 tháng 3 - 9 tháng 12 năm 1913            | Đảng Cấp tiến                                       |                                                |
| Louis Malvy                                              | không khung              | 1 tháng 12 năm 1875 - 10 tháng 6 năm 1949                       | Bộ Trưởng Thương mại, Công nghiệp, Điện báo và Điện tín                                                                                | 9 tháng 11 năm 1913 - 17 tháng 3 năm 1914   | Đảng Cấp tiến                                       |                                                |
| Raoul Péret                                              | không khung              | 29 tháng 11 năm 1870 - 22 tháng 7 năm 1942                      | Bộ Trưởng Thương mại, Công nghiệp, Điện báo và Điện tín                                                                                | 17 tháng 3 - 9 tháng 6 năm 1914             | Đảng Cấp tiến                                       |                                                |
| Marc Réville                                             | không khung              | 19 tháng 6 năm 1863 - 19 tháng 10 năm 1920                      | Bộ Trưởng Thương mại, Công nghiệp, Điện báo và Điện tín                                                                                | 9 - 13 tháng 6 năm 1914                     | Không rõ                                            |                                                |
| Gaston Thomson                                           | không khung              | 29 tháng 1 năm 1848 - 14 tháng 5 năm 1932                       | Bộ Trưởng Thương mại, Công nghiệp, Điện báo và Điện tín                                                                                | 13 tháng 6 năm 1914 - 29 tháng 10 năm 1915  | Liên minh Dân chủ Cộng hòa hoặc Đảng Cấp tiến       |                                                |
| Étienne Clémentel                                        | không khung              | 29 tháng 3 năm 1864 - 25 tháng 12 năm 1936                      | Bộ Trưởng Thương mại, Công nghiệp, Điện báo và Điện tín                                                                                | 29 tháng 10 năm 1915 - 27 tháng 11 năm 1919 | Đảng Cấp tiến                                       |                                                |
| Louis Dubois                                             | không khung              | 10 tháng 6 năm 1859 - 20 tháng 1 năm 1946                       | Bộ Trưởng Thương mại, Công nghiệp, Điện báo và Điện tín                                                                                | 27 tháng 11 năm 1919 - 20 tháng 1 năm 1920  | Liên minh Cộng hòa                                  |                                                |
| Auguste Isaac                                            | không khung              | 6 tháng 9 năm 1849 - 23 tháng 3 năm 1938                        | Bộ Trưởng Thương mại, Công nghiệp, Điện báo và Điện tín                                                                                | 20 tháng 1 năm 1920 - 16 tháng 1 năm 1921   | Liên minh Cộng hòa                                  |                                                |
| Auguste Isaac                                            | không khung              | 6 tháng 9 năm 1849 - 23 tháng 3 năm 1938                        | Bộ Trưởng Thương mại, Công nghiệp, Điện báo và Điện tín                                                                                | 20 tháng 1 năm 1920 - 16 tháng 1 năm 1921   | Liên minh Cộng hòa                                  | Paul Deschanel                                 |
| Auguste Isaac                                            | không khung              | 6 tháng 9 năm 1849 - 23 tháng 3 năm 1938                        | Bộ Trưởng Thương mại, Công nghiệp, Điện báo và Điện tín                                                                                | 20 tháng 1 năm 1920 - 16 tháng 1 năm 1921   | Liên minh Cộng hòa                                  | Alexandre Millerand                            |
| Lucien Dior                                              | không khung              | 4 tháng 7 năm 1867 - 20 tháng 5 năm 1932                        | Bộ Trưởng Thương mại, Công nghiệp, Điện báo và Điện tín                                                                                | 16 tháng 1 năm 1921 - 29 tháng 3 năm 1924   | Liên minh Cộng hòa                                  |                                                |
| Louis Loucheur                                           | không khung              | 2 tháng 6 năm 1872 - 22 tháng 11 năm 1931                       | Bộ Trưởng Thương mại, Công nghiệp, Điện báo và Điện tín                                                                                | 29 tháng 3 - 9 tháng 6 năm 1924             | Cánh tả cấp tiến                                    |                                                |
| Pierre-Étienne Flandin                                   | không khung              | 12 tháng 4 năm 1889 - 13 tháng 6 năm 1958                       | Bộ Trưởng Thương mại, Công nghiệp, Điện báo và Điện tín                                                                                | 9 - 14 tháng 6 năm 1924                     | Liên minh Cộng hòa                                  |                                                |
| Pierre-Étienne Flandin                                   | không khung              | 12 tháng 4 năm 1889 - 13 tháng 6 năm 1958                       | Bộ Trưởng Thương mại, Công nghiệp, Điện báo và Điện tín                                                                                | 9 - 14 tháng 6 năm 1924                     | Liên minh Cộng hòa                                  | Gaston Doumergue                               |
| Eugène Raynaldy                                          | không khung              | 23 tháng 11 năm 1869 - 15 tháng 6 năm 1938                      | Bộ Trưởng Thương mại, Công nghiệp, Điện báo và Điện tín                                                                                | 14 tháng 6 năm 1924 - 17 tháng 4 năm 1925   | Liên minh Cộng hòa                                  |                                                |
| Charles Chaumet                                          | không khung              | 21 tháng 2 năm 1866 - 27 tháng 1 năm 1932                       | Bộ Trưởng Thương mại, Công nghiệp, Điện báo và Điện tín                                                                                | 17 tháng 4 - 29 tháng 10 năm 1925           | Đảng Cấp tiến và Dân chủ                            |                                                |
| Charles Daniel-Vincent                                   | không khung              | 31 tháng 3 năm 1874 - 3 tháng 5 năm 1946                        | Bộ Trưởng Thương mại, Công nghiệp, Điện báo và Điện tín                                                                                | 29 tháng 10 năm 1925 - 23 tháng 6 năm 1926  | Cánh tả cấp tiến                                    |                                                |
| Fernand Chapsal                                          | không khung              | 10 tháng 3 năm 1862 - 10 tháng 2 năm 1939                       | Bộ Trưởng Thương mại, Công nghiệp, Điện báo và Điện tín                                                                                | 23 tháng 6 - 19 tháng 7 năm 1926            | Đảng Cấp tiến                                       |                                                |
| Louis Loucheur                                           | không khung              | 2 tháng 6 năm 1872 - 22 tháng 11 năm 1931                       | Bộ Trưởng Thương mại, Công nghiệp, Điện báo và Điện tín                                                                                | 19 - 23 tháng 7 năm 1926                    | Cánh tả cấp tiến                                    |                                                |
| Maurice Bokanowski                                       | không khung              | 31 tháng 8 năm 1879 - 2 tháng 9 năm 1928                        | Bộ Trưởng Thương mại, Công nghiệp, Điện báo và Điện tín                                                                                | 23 tháng 7 năm 1926 - 2 tháng 9 năm 1928    | Liên minh Cộng hòa                                  |                                                |
| Henry Chéron                                             | không khung              | 11 tháng 5 năm 1867 - 14 tháng 4 năm 1936                       | Bộ Trưởng Thương mại, Công nghiệp, Điện báo và Điện tín                                                                                | 14 tháng 9 - 11 tháng 11 năm 1928           | Liên minh Cộng hòa                                  |                                                |
| Georges Bonnefous                                        | không khung              | 30 tháng 11 năm 1867 - 27 tháng 5 năm 1956                      | Bộ trưởng Thương mại và Công nghiệp | 11 tháng 11 năm 1928 - 3 tháng 11 năm 1929  | Mặt trận Cộng hòa và dân chủ                        |                                                |
| Pierre-Étienne Flandin                                   | không khung              | 12 tháng 4 năm 1889 - 13 tháng 6 năm 1958                       | Bộ trưởng Thương mại và Công nghiệp | 3 tháng 1 năm 1929 - 21 tháng 2 năm 1930    | Liên minh Cộng hòa                                  |                                                |
| Georges Bonnet                                           | không khung              | 22 tháng 7 năm 1889 - 18 tháng 6 năm 1973                       | Bộ trưởng Thương mại và Công nghiệp | 21 tháng 2 - 2 tháng 3 năm 1930             | Đảng Cấp tiến                                       |                                                |
| Pierre-Étienne Flandin                                   | không khung              | 12 tháng 4 năm 1889 - 13 tháng 6 năm 1958                       | Bộ trưởng Thương mại và Công nghiệp | 2 tháng 3 - 13 tháng 12 năm 1930            | Đảng Cấp tiến                                       |                                                |
| Louis Loucheur                                           | không khung              | 2 tháng 6 năm 1872 - 22 tháng 11 năm 1931                       | Bộ trưởng Thương mại và Công nghiệp | 13 tháng 12 năm 1930 - 27 tháng 1 năm 1931  | Cánh tả cấp tiến                                    |                                                |
| Louis Rollin                                             | không khung              | 27 tháng 3 năm 1879 - 3 tháng 11 năm 1952                       | Bộ trưởng Thương mại và Công nghiệp | 27 tháng 1 năm 1931 - 3 tháng 6 năm 1932    | Trung dung Cộng hòa                                 |                                                |
| Louis Rollin                                             | không khung              | 27 tháng 3 năm 1879 - 3 tháng 11 năm 1952                       | Bộ trưởng Thương mại và Công nghiệp | 27 tháng 1 năm 1931 - 3 tháng 6 năm 1932    | Trung dung Cộng hòa                                 | Paul Doumer                                    |
| Louis Rollin                                             | không khung              | 27 tháng 3 năm 1879 - 3 tháng 11 năm 1952                       | Bộ trưởng Thương mại và Công nghiệp | 27 tháng 1 năm 1931 - 3 tháng 6 năm 1932    | Trung dung Cộng hòa                                 | Albert Lebrun                                  |
| Julien Durand                                            | không khung              | 25 tháng 5 năm 1874 - 10 tháng 9 năm 1973                       | Bộ trưởng Thương mại và Công nghiệp | 3 tháng 6 năm 1932 - 31 tháng 1 năm 1933    | Đảng Cấp tiến                                       |                                                |
| Louis Serre                                              | không khung              | 17 tháng 8 năm 1873 - 8 tháng 1 năm 1939                        | Bộ trưởng Thương mại và Công nghiệp | 31 tháng 1 - 26 tháng 10 năm 1933           | Cánh tả Cộng hòa                                    |                                                |
| Laurent Eynac                                            | không khung              | 4 tháng 10 năm 1886 - 16 tháng 10 năm 1970                      | Bộ trưởng Thương mại và Công nghiệp | 26 tháng 10 năm 1933 - 30 tháng 1 năm 1934  | Cánh tả cấp tiến                                    |                                                |
| Jean Mistler                                             | không khung              | 1 tháng 9 năm 1897 - 11 tháng 11 năm 1988                       | Bộ trưởng Thương mại và Công nghiệp | 30 tháng 1 - 9 tháng 2 năm 1934             | Đảng Cấp tiến                                       |                                                |
| Lucien Lamoureux                                         | không khung              | 16 tháng 9 năm 1888 - 5 tháng 6 năm 1970                        | Bộ trưởng Thương mại và Công nghiệp | 9 tháng 2 - 8 tháng 11 năm 1934             | Đảng Cấp tiến                                       |                                                |
| Paul Marchandeau                                         | không khung              | 10 tháng 8 năm 1882 - 31 tháng 5 năm 1969                       | Bộ trưởng Thương mại và Công nghiệp | 8 tháng 11 năm 1934 - 1 tháng 6 năm 1935    | Đảng Cấp tiến                                       |                                                |
| Laurent Eynac                                            | không khung              | 4 tháng 10 năm 1886 - 16 tháng 10 năm 1970                      | Bộ trưởng Thương mại và Công nghiệp | 1 - 7 tháng 6 năm 1935                      | Cánh tả Cộng hòa                                    |                                                |
| Georges Bonnet                                           | không khung              | 22 tháng 7 năm 1889 - 18 tháng 6 năm 1973                       | Bộ trưởng Thương mại và Công nghiệp | 7 tháng 6 năm 1935 - 4 tháng 7 năm 1936     | Đảng Cấp tiến                                       |                                                |
| Paul Bastid                                              | không khung              | 17 tháng 5 năm 1892 - 29 tháng 10 năm 1974                      | Bộ trưởng Thương mại và Công nghiệp | 4 tháng 6 năm 1936 - 22 tháng 7 năm 1937    | Đảng Cấp tiến                                       |                                                |
| Fernand Chapsal                                          | không khung              | 10 tháng 3 năm 1862 - 10 tháng 2 năm 1939                       | Bộ trưởng Thương mại và Công nghiệp | 22 tháng 6 năm 1937 - 18 tháng 1 năm 1938   | Đảng Cấp tiến                                       |                                                |
| Pierre Cot                                               | không khung              | 20 tháng 11 năm 1895 - 21 tháng 8 năm 1977                      | Bộ trưởng Thương mại | 18 tháng 1 năm 1938 - 10 tháng 4 năm 1938   | Đảng Cấp tiến                                       |                                                |
| Fernand Gentin                                           | không khung              | 27 tháng 9 năm 1876 - 24 tháng 4 năm 1946                       | Bộ trưởng Thương mại và Công nghiệp | 10 tháng 4 năm 1938 - 21 tháng 3 năm 1940   | Đảng Cấp tiến                                       |                                                |
| Louis Rollin                                             | không khung              | 27 tháng 3 năm 1879 - 3 tháng 11 năm 1952                       | Bộ trưởng Thương mại và Công nghiệp | 21 tháng 3 - 18 tháng 5 năm 1940            | Liên minh Cộng hòa                                  |                                                |
| Léon Baréty                                              | không khung              | 18 tháng 10 năm 1893 - 10 tháng 2 năm 1971                      | Bộ trưởng Thương mại và Công nghiệp | 18 tháng 5 - 5 tháng 6 năm 1940             | Liên minh Cộng hòa                                  |                                                |
| Albert Chichery                                          | không khung              | 12 tháng 10 năm 1888 - 15 tháng 8 năm 1944                      | Bộ trưởng Thương mại và Công nghiệp | 5 - 16 tháng 6 năm 1940                     | Đảng Cấp tiến                                       |                                                |
| Yves Bouthillier                                         | không khung              | 26 tháng 10 năm 1901 - 4 tháng 1 năm 1974                       | Bộ trưởng Thương mại và Công nghiệp | 16 tháng 6 - 12 tháng 7 năm 1940            | Không rõ                                            |                                                |
| Ủy ban Giải phóng Dân tộc Pháp                           |                          |                                                                 | |                                             |                                                     |                                                |
| André Diethelm                                           | không khung              | 3 tháng 7 năm 1896 - 11 tháng 1 năm 1954                        | Uỷ viên phụ tránh các vấn đề về Thương mại và Công nghiệp                                                                              | 7 tháng 6 - 9 tháng 11 năm 1943             | Henri Giraud (trên) và Charles de Gaulle (dưới)     | Không có                                       |
| Đệ Tứ Cộng hòa Pháp                                      |                          |                                                                 | |                                             |                                                     |                                                |
| Jean Letourneau                                          | không khung              | 18 tháng 9 năm 1907 - 16 tháng 3 năm 1986                       | Bộ trưởng Thương mại | 22 tháng 1 - 11 tháng 6 năm 1947            | Vincent Auriol                                      | Phong trào Cộng hòa Nhân dân                   |
| Robert Lacoste                                           | không khung              | 5 tháng 7 năm 1898 - 8 tháng 3 năm 1989                         | Bộ trưởng Thương mại và Công nghiệp | 11 tháng 6 - 22 tháng 10 năm 1947           | Vincent Auriol                                      | Xã hội                                         |
| Trống vị trí (22 tháng 10 - 24 tháng 11 năm 1947)        |                          |                                                                 | |                                             |                                                     |                                                |
| Robert Lacoste                                           | không khung              | 5 tháng 7 năm 1898 - 8 tháng 3 năm 1989                         | Bộ trưởng Thương mại và Công nghiệp | 24 tháng 11 năm 1947 - 7 tháng 2 năm 1950   | Vincent Auriol                                      | Xã hội                                         |
| Jean-Marie Louvel                                        | không khung              | 1 tháng 7 năm 1900 - 13 tháng 6 năm 1970                        | Bộ trưởng Thương mại và Công nghiệp | 7 tháng 2 năm 1950 - 11 tháng 8 năm 1951    | Vincent Auriol                                      | Phong trào Cộng hòa Nhân dân                   |
| Pierre Pflimlin                                          | không khung              | 5 tháng 2 năm 1907 - 27 tháng 6 năm 2000                        | Bộ trưởng Thương mại và Quan hệ Kinh tế Quốc tế                                                                                        | 11 tháng 8 năm 1951 - 20 tháng 1 năm 1952   | Vincent Auriol                                      | Phong trào Cộng hòa Nhân dân                   |
| Édouard Bonnefous                                        | không khung              | 24 tháng 8 năm 1907 - 24 tháng 2 năm 2007                       | Bộ trưởng Thương mại | 20 tháng 1 - 8 tháng 3 năm 1952             | Vincent Auriol                                      | Liên minh Kháng nghị Dân chủ và Xã hôi         |
| Jean-Marie Louvel                                        | không khung              | 1 tháng 7 năm 1900 - 13 tháng 6 năm 1970                        | Bộ trưởng Thương mại và Công nghiệp | 8 tháng 3 năm 1952 - 8 tháng 1 năm 1953     | Vincent Auriol                                      | Phong trào Cộng hòa Nhân dân                   |
| Paul Ribeyre                                             | không khung              | 11 tháng 12 năm 1906 - 14 tháng 1 năm 1988                      | Bộ trưởng Thương mại và Công nghiệp | 8 tháng 1 - 11 tháng 2 năm 1953             | Vincent Auriol                                      | Trung tâm Quốc gia về Độc lập và Nông dân      |
| Guy Petit                                                | không khung              | 23 tháng 11 năm 1905 - 31 tháng 10 năm 1988                     | Bộ trưởng Thương mại | 11 tháng 2 - 28 tháng 6 năm 1953            | Vincent Auriol                                      | Trung tâm Quốc gia về Độc lập và Nông dân      |
| Jean-Marie Louvel                                        | không khung              | 1 tháng 7 năm 1900 - 13 tháng 6 năm 1970                        | Bộ trưởng Thương mại và Công nghiệp | 28 tháng 6 năm 1953 - 19 tháng 6 năm 1954   | Vincent Auriol                                      | Phong trào Cộng hòa Nhân dân                   |
| Jean-Marie Louvel                                        | không khung              | 1 tháng 7 năm 1900 - 13 tháng 6 năm 1970                        | Bộ trưởng Thương mại và Công nghiệp | 28 tháng 6 năm 1953 - 19 tháng 6 năm 1954   | René Coty                                           | Phong trào Cộng hòa Nhân dân                   |
| Maurice Bourgès-Maunoury                                 | không khung              | 10 tháng 8 năm 1914 - 10 tháng 2 năm 1993                       | Bộ trưởng Thương mại và Công nghiệp | 19 tháng 6 - 3 tháng 9 năm 1954             | Đảng Cấp tiến                                       |                                                |
| Henri Ulver                                              | không khung              | 24 tháng 3 năm 1901 - 31 tháng 12 năm 1962                      | Bộ trưởng Thương mại và Công nghiệp | 3 tháng 9 năm 1954 - 23 tháng 2 năm 1955    | Tập Hợp Dân Chúng Pháp                              |                                                |
| André Morice                                             | không khung              | 10 tháng 10 năm 1900 - 17 tháng 1 năm 1990                      | Bộ trưởng Thương mại và Công nghiệp | 23 tháng 2 năm 1955 - 1 tháng 2 năm 1956    | Đảng Cấp tiến                                       |                                                |
| Trống vị trí (1 tháng 2 năm 1956 - 6 tháng 2 năm 1957)   |                          |                                                                 | |                                             |                                                     |                                                |
| Paul Ribeyre                                             | không khung              | 11 tháng 12 năm 1906 - 14 tháng 1 năm 1988                      | Bộ trưởng Thương mại và Công nghiệp | 6 tháng 2 năm 1957 - 1 tháng 6 năm 1958     | René Coty                                           | Trung tâm Quốc gia về Độc lập và Nông dân      |
| Trống vị trí (1 - 9 tháng 6 năm 1958)                    |                          |                                                                 | |                                             |                                                     |                                                |
| Édouard Ramonet                                          | không khung              | 14 tháng 6 năm 1909 - 4 tháng 8 năm 1980                        | Bộ trưởng Thương mại và Công nghiệp | 9 tháng 6 năm 1958 - 6 tháng 1 năm 1959     | René Coty                                           | Trung dung cánh hữu                            |
| Đệ Ngũ Cộng hòa Pháp                                     |                          |                                                                 | |                                             |                                                     |                                                |
| Jean-Marcel Jeanneney                                    | không khung              | 13 tháng 11 năm 1910 - 17 tháng 9 năm 2010                      | Bộ trưởng Thương mại và Công nghiệp | 08 tháng 1 năm 1959 - 17 tháng 11 năm 1959  | Charles de Gaulle                                   | Liên minh những người Dân chủ của nền Cộng hòa |
| Trống vị trí (17 thng 11 năm 1959 - 6 tháng 7 năm 1972)  |                          |                                                                 | |                                             |                                                     |                                                |
| Yvon Bourges                                             | không khung              | 26 tháng 9 năm 1941 - 18 tháng 4 năm 2009                       | Bộ trưởng Thương mại và Tiểu thủ Công nghiệp                                                                                           | 6 tháng 7 năm 1972 - 5 tháng 4 năm 1973     | Georges Pompidou                                    | Liên minh vì Nền Cộng hoà mới                  |
| Jean Royer                                               | không khung              | 31 tháng 10 năm 1920 - 25 tháng 3 năm 2011                      | Bộ trưởng Thương mại và Tiểu thủ Công nghiệp                                                                                           | 5 tháng 4 năm 1973 - 27 tháng 2 năm 1974    | Georges Pompidou                                    | Độc lập (ngả theo hường cảnh hữu)              |
| Jean Royer                                               | không khung              | 31 tháng 10 năm 1920 - 25 tháng 3 năm 2011                      | Bộ trưởng Thương mại và Tiểu thủ Công nghiệp                                                                                           | 5 tháng 4 năm 1973 - 27 tháng 2 năm 1974    | Alain Poher                                         | Độc lập (ngả theo hường cảnh hữu)              |
| Yves Guéna                                               | không khung              | 6 tháng 7 năm 1922 - 3 tháng 3 năm 2016                         | Bộ trưởng Thương mại, Công nghiệp và Tiểu thủ Công nghiệp                                                                              | 3 tháng 1 năm 1974 - 27 tháng 5 năm 1974    | Liên minh Dân chủ vì Nền Cồng hòa                   |                                                |
| Vincent Ansquer                                          | không khung              | 11 tháng 1 năm 1925 - 31 tháng 5 năm 1987                       | Bộ trưởng Thương mại và Tiểu thủ Công nghiệp                                                                                           | 28 tháng 5 năm 1974 - 25 tháng 8 năm 1976   | Liên minh Dân chủ vì Nền Cồng hòa                   | Valéry Giscard d'Estaing                       |
| Pierre Brousse                                           | không khung              | 30 tháng 11 năm 1926 - 30 tháng 7 năm 1992                      | Bộ trưởng Thương mại và Tiểu thủ Công nghiệp                                                                                           | 27 tháng 8 năm 1976 - 29 tháng 3 năm 1977   | Đảng Cấp tiến                                       | Valéry Giscard d'Estaing                       |
| René Monory                                              | không khung              | 6 tháng 6 năm 1923 - 11 tháng 4 năm 2009                        | Bộ trưởng Thương mại, Công nghiệp và Tiểu thủ Công nghiệp                                                                              | 30 tháng 3 năm 1977 - 31 tháng 3 năm 1978   | Trung tâm Dân chủ Xã hội                            | Valéry Giscard d'Estaing                       |
| Jacques Barrot                                           | không khung              | 3 tháng 2 năm 1937 - 3 tháng 12 năm 2014                        | Bộ trưởng Thương mại và Tiểu thủ Công nghiệp                                                                                           | 31 tháng 3 năm 1978 - 4 tháng 7 năm 1979    | Liên minh vì nền Dân chủ Pháp                       | Valéry Giscard d'Estaing                       |
| Maurice Charretier                                       | không khung              | 17 tháng 9 năm 1926 - 30 tháng 9 năm 1987                       | Bộ trưởng Thương mại và Tiểu thủ Công nghiệp                                                                                           | 4 tháng 7 năm 1979 - 13 tháng 5 năm 1981    | Liên minh vì nền Dân chủ Pháp                       | Valéry Giscard d'Estaing                       |
| André Delelis                                            | không khung              | 23 tháng 5 năm 1924 - 4 thàng 9 năm 2012                        | Bộ trưởng Thương mại và Tiểu thủ Công nghiệp                                                                                           | 22 tháng 5 năm 1981 - 22 tháng 3 năm 1983   | François Mitterrand                                 | Đảng Xã hội                                    |
| Michel Crepeau                                           | không khung              | 30 tháng 10 năm 1930 - 30 tháng 5 năm 1999                      | Bộ trưởng Thương mại và Tiểu thủ Công nghiệp                                                                                           | 22 tháng 3 năm 1983 - 17 tháng 7 năm 1984   | François Mitterrand                                 | Đảng Cấp tiến Cánh tả                          |
| Michel Crepeau                                           | không khung              | 30 tháng 10 năm 1930 - 30 tháng 5 năm 1999                      | Bộ trưởng Thương mại, Du lịch và Tiểu thủ Công nghiệp                                                                                  | 22 tháng 3 năm 1983 - 17 tháng 7 năm 1984   | François Mitterrand                                 | Đảng Cấp tiến Cánh tả                          |
| Trống vị trí (17 tháng 7 năm 1984 - 29 tháng 3 năm 1993) |                          |                                                                 | |                                             |                                                     |                                                |
| Alain Madelin                                            | không khung              | 26 tháng 3 năm 1946 (Còn sống)                                  | Bộ trưởng Doanh nghiệp và phát triển Kinh tế, kiêm phụ trách các vấn đề về Doanh nghiệp vừa và nhỏ, Thương mại và Tiểu thủ Công nghiệp | 30 tháng 3 năm 1993 - 11 tháng 5 năm 1995   | François Mitterrand                                 | Đảng Cộng hòa                                  |
| Jean-Pierre Raffarin                                     | không khung              | 3 tháng 8 năm 1948 (Còn sống)                                   | Bộ trưởng Doanh nghiệp vừa và nhỏ, Thương mại và Tiểu thủ Công nghiệp                                                                  | 18 tháng 5 năm 1995 - 6 tháng 2 năm 1997    | Jacques Chirac                                      | Công ước Dân chủ                               |
| Trống vị trí (7 tháng 2 năm 1997 - 29 tháng 11 năm 2004) |                          |                                                                 | |                                             |                                                     |                                                |
| Christian Jacob                                          | không khung              | 4 tháng 12 năm 1959 (Còn sống)                                  | Bộ trưởng Doanh nghiệp vừa và nhỏ, Thương mại, Tiêu dùng, Tiểu thủ Công nghiệp và các ngành nghề tự do                                 | 29 tháng 11 năm 2004 - 31 tháng 5 năm 2005  | Jacques Chirac                                      | Liên minh vì Phong trào Nhân dân               |
| Renaud Dutreil                                           | không khung              | 12 tháng 6 năm 1960 (Còn sống)                                  | Bộ trưởng Doanh nghiệp vừa và nhỏ, Thương mại, Tiểu thủ Công nghiệp và các ngành nghề tự do                                            | 2 tháng 6 năm 2005 - 15 tháng 5 năm 2007    | Jacques Chirac                                      | Liên minh vì Phong trào Nhân dân               |
| Trống vị trí (16 tháng 5 năm 2007 - 20 tháng 6 năm 2012) |                          |                                                                 | |                                             |                                                     |                                                |
| Sylvia Pinel                                             | không khung              | 28 tháng 9 năm 1977 (Còn sống)                                  | Bộ trưởng Thương mại, Tiểu thủ Công nghiệp và Du lịch                                                                                  | 21 tháng 6 năm 2012 - 31 tháng 3 năm 2014   | François Hollande                                   | Đảng Cấp tiến Cánh tả                          |
| Trống vị trí (1 tháng 4 năm 2014 - nay)                  |                          |                                                                 | |                                             |                                                     |                                                |

## Quốc vụ khanh/Bộ trưởng Ủy nhiệm và Thứ trưởng Uỷ nhiệm của Đệ Ngũ Cộng hòa
| Tên                                                       | Chân dung                 | Sinh - mất                                                                         | Danh xưng chức vị | Thời gian làm việc                         | Bộ trưởng phụ trách (Danh xưng chức vụ kèm theo)                                                | Đảng phái chính trị                                               |
| --------------------------------------------------------- | ------------------------- | ---------------------------------------------------------------------------------- | --- | ------------------------------------------ | ----------------------------------------------------------------------------------------------- | ----------------------------------------------------------------- |
| Joseph Fontanet                                           | không khung               | 9 tháng 2 năm 1921 - 2 tháng 2 năm 1980                                            | Quốc vụ khanh phụ trách các vấn đề Thương mại và Công nghiệp                                                                                  | 20 tháng 1 - 17 tháng 11 năm 1959          | Jean-Marcel Jeanneney (Bộ trưởng Thương mại và Công nghiệp)                                     | Phong trào Cộng hòa Nhân dân                                      |
| Joseph Fontanet                                           | không khung               | 9 tháng 2 năm 1921 - 2 tháng 2 năm 1980                                            | Quốc vụ khanh phụ trách vấn đề Nội thương | 17 tháng 11 năm 1959 - 24 tháng 8 năm 1961 | Jean-Marcel Jeanneney (Bộ trưởng Công nghiệp)                                                   | Phong trào Cộng hòa Nhân dân                                      |
| Joseph Fontanet                                           | không khung               | 9 tháng 2 năm 1921 - 2 tháng 2 năm 1980                                            | Quốc vụ khanh phụ trách vấn đề Nội thương | 17 tháng 11 năm 1959 - 24 tháng 8 năm 1961 | Antoine Pinay (Bộ trưởng Tài chính và Kinh tế)                                                  | Phong trào Cộng hòa Nhân dân                                      |
| Joseph Fontanet                                           | không khung               | 9 tháng 2 năm 1921 - 2 tháng 2 năm 1980                                            | Quốc vụ khanh phụ trách vấn đề Nội thương | 17 tháng 11 năm 1959 - 24 tháng 8 năm 1961 | Wilfrid Baumgartner (Bộ trưởng Tài chính và Kinh tế)                                            | Phong trào Cộng hòa Nhân dân                                      |
| François Missoffe                                         | không khung               | 13 tháng 10 năm 1919 - 28 tháng 8 năm 2003                                         | Quốc vụ khanh phụ trách vấn đề Nội thương | 24 tháng 8 năm 1961 - 28 tháng 11 năm 1962 | Wilfrid Baumgartner (Bộ trưởng Tài chính và Kinh tế)                                            | Liên minh vì Nền Cộng hoà mới                                     |
| François Missoffe                                         | không khung               | 13 tháng 10 năm 1919 - 28 tháng 8 năm 2003                                         | Quốc vụ khanh phụ trách vấn đề Nội thương | 24 tháng 8 năm 1961 - 28 tháng 11 năm 1962 | Valéry Giscard d'Estaing (Bộ trưởng Tài chính và Kinh tế)                                       | Liên minh vì Nền Cộng hoà mới                                     |
| Trống vị trí (28 tháng 1 năm 1962 - 22 tháng 6 năm 1969)  |                           |                                                                                    | |                                            |                                                                                                 |                                                                   |
| Jean Bailly                                               | không khung               | 31 tháng 5 năm 1922 - 20 tháng 4 năm 1984                                          | Quốc vụ khanh phụ trách vấn đề Ngoại thương                                                                                                   | 7 tháng 3 năm 1969 - 5 tháng 7 năm 1972    | Valéry Giscard d'Estaing (Bộ trưởng Tài chính và Kinh tế)                                       | Liên minh vì Nền Cộng hoà mới                                     |
| Trống vị trí (5 tháng 7 năm 1972 - 29 tháng 3 năm 1977)   |                           |                                                                                    | |                                            |                                                                                                 |                                                                   |
| Antoine RufenachtClaude Coulais                           | không khung · không khung | 11 tháng 5 năm 1939 - 5 tháng 9 năm 2020 23 tháng 1 năm 1924 - 3 tháng 11 năm 2009 | Quốc vụ khanh | 4 tháng 1 năm 1977 - 31 tháng 3 năm 1978   | René Monory (Bộ trưởng Thương mại, Công nghiệp và Tiểu thủ Công nghiệp)                         | Tập hợp vì nền Cộng hòa (?) Độc lập Liên minh vì nền Dân chủ Pháp |
| Trống vị trí (1 tháng 4 năm 1978 - 23 tháng 7 năm 1984)   |                           |                                                                                    | |                                            |                                                                                                 |                                                                   |
| Jean-Marie Bockel                                         | không khung               | 22 tháng 6 năm 1950 (Còn sống)                                                     | Quốc vụ khanh | 23 tháng 7 năm 1984 - 19 tháng 2 năm 1986  | Michel Crépeau (Bộ trưởng Thương mại, Du lịch và tiểu thủ Công nghiệp                           | Đảng Xã hội                                                       |
| Trống vị trí (20 tháng 2 - 25 tháng 3 năm 1886)           |                           |                                                                                    | |                                            |                                                                                                 |                                                                   |
| Georges Chavanes                                          | không khung               | 6 tháng 1 năm 1925 - 8 tháng 10 năm 2019                                           | Bộ trưởng Uỷ nhiệm phụ trách các vấn đề Thương mại, Tiểu thủ Công nghiệp và Dịch vụ                                                           | 25 tháng 3 năm 1986 - 10 tháng 5 năm 1988  | Édouard Balladur (Bộ trưởng Kinh tế, Tài chính và Tư nhân hóa)                                  | Liên minh vì nền Dân chủ Pháp                                     |
| Francois Doubin                                           | không khung               | 23 tháng 4 năm 1933 - 18 tháng 6 năm 2019                                          | Thứ trưởng Uỷ nhiệm phụ trách các vấn đề Thương mại, Tiểu thủ Công nghiệp và Du lịch                                                          | 12 tháng 5 năm 1989 - 2 tháng 4 năm 1992   | Roger Fauroux (Bộ trưởng Công nghiệp, Ngoại thương và Tư nhân hóa)                              | Đảng Cấp tiến Cánh tả                                             |
| Francois Doubin                                           | không khung               | 23 tháng 4 năm 1933 - 18 tháng 6 năm 2019                                          | Thứ trưởng Uỷ nhiệm phụ trách các vấn đề Thương mại và Tiểu thủ Công nghiệp                                                                   | 12 tháng 5 năm 1989 - 2 tháng 4 năm 1992   | Roger Fauroux (Bộ trưởng Công nghiệp, Ngoại thương và Quy hoạch vùng)                           | Đảng Cấp tiến Cánh tả                                             |
| Francois Doubin                                           | không khung               | 23 tháng 4 năm 1933 - 18 tháng 6 năm 2019                                          | Bộ trưởng Ụỷ nhiệm phụ trách các vấn đề về Thương mại và Tiểu thủ Công nghiệp                                                                 | 12 tháng 5 năm 1989 - 2 tháng 4 năm 1992   | Pierre Bérégovoy (Bộ trưởng Kinh tế, Tài chính và Ngân khố)                                     | Đảng Cấp tiến Cánh tả                                             |
| Francois Doubin                                           | không khung               | 23 tháng 4 năm 1933 - 18 tháng 6 năm 2019                                          | Bộ trưởng Uỷ nhiệm phụ trách các vấn đề Thương mại, Tiểu thủ Công nghiệp và Tiêu dùng                                                         | 12 tháng 5 năm 1989 - 2 tháng 4 năm 1992   | Pierre Bérégovoy (Bộ trưởng Kinh tế, Tài chính và Ngân khố)                                     | Đảng Cấp tiến Cánh tả                                             |
| Jean-Marie Rausch                                         | không khung               | 24 tháng 9 năm 1929 - 5 tháng 1 năm 2024                                           | Bộ trưởng Ụỷ nhiệm phụ trách các vấn đề về Thương mại và Tiểu thủ Công nghiệp                                                                 | 2 tháng 4 - 2 tháng 10 năm 1992            | Michel Sapin (Bộ trưởng Kinh tế và Tài chính)                                                   | Cử tri theo khuynh hướng cánh hữu hoặc Nhóm Liên minh Trung dung  |
| Gilbert Baumet                                            | không khung               | 5 tháng 2 năm 1943 (Còn sống)                                                      | Bộ trưởng Ụỷ nhiệm phụ trách các vấn đề về Thương mại và Tiểu thủ Công nghiệp                                                                 | 2 tháng 10 năm 1992 - 29 tháng 3 năm 1993  | Michel Sapin (Bộ trưởng Kinh tế và Tài chính)                                                   | Đảng Xã hội Phong trào cải cách                                   |
| Trống vị trí (30 tháng 3 năm 1993 - 3 tháng 6 năm 1997)   |                           |                                                                                    | |                                            |                                                                                                 |                                                                   |
| Marylise Lebranchu                                        | không khung               | 25 tháng 4 năm 1947 (Còn sống)                                                     | Quốc vụ khanh phụ trách các vấn đề Doanh nghiệp vừa và nhỏ, Thương mại và Tiểu thủ Công nghiệp                                                | 4 tháng 6 năm 1997 - 18 tháng 10 năm 2000  | Dominique Strauss-Kahn (Bộ trưởng Kinh tế, Tài chính và Công nghiệp)                            | Đảng Xã hội                                                       |
| Marylise Lebranchu                                        | không khung               | 25 tháng 4 năm 1947 (Còn sống)                                                     | Quốc vụ khanh phụ trách các vấn đề Doanh nghiệp vừa và nhỏ, Thương mại và Tiểu thủ Công nghiệp                                                | 4 tháng 6 năm 1997 - 18 tháng 10 năm 2000  | Christian Sautter (Bộ trưởng Kinh tế, Tài chính và Công nghiệp)                                 | Đảng Xã hội                                                       |
| Marylise Lebranchu                                        | không khung               | 25 tháng 4 năm 1947 (Còn sống)                                                     | Quốc vụ khanh phụ trách các vấn đề Doanh nghiệp vừa và nhỏ, Thương mại, Tiểu thủ Công nghiệp và người Tiêu dùng                               | 4 tháng 6 năm 1997 - 18 tháng 10 năm 2000  | Laurent Fabius (Bộ trưởng Kinh tế, Tài chính và Công nghiệp)                                    | Đảng Xã hội                                                       |
| François Patriat                                          | không khung               | 21 tháng 3 năm 1943 (Còn sống)                                                     | Quốc vụ khanh phụ trách các vấn đề Doanh nghiệp vừa và nhỏ, Thương mại, Tiểu thủ Công nghiệp và người Tiêu dùng                               | 18 tháng 10 năm 2000 - 25 tháng 2 năm 2002 | Laurent Fabius (Bộ trưởng Kinh tế, Tài chính và Công nghiệp)                                    | Đảng Xã hội                                                       |
| Christian Pierret                                         | không khung               | 12 tháng 3 năm 1946 (Còn sống)                                                     | Quốc vụ khanh phụ trách các vấn đề Công nghiệp, Doanh nghiệp vừa và nhỏ, Thương mại, Tiểu thủ Công nghiệp và người Tiêu dùng                  | 25 tháng 2 - 6 tháng 5 năm 2002            | Laurent Fabius (Bộ trưởng Kinh tế, Tài chính và Công nghiệp)                                    | Đảng Xã hội                                                       |
| Renaud Dutreil                                            | không khung               | 12 tháng 6 năm 1960 (Còn sống)                                                     | Quốc vụ khanh phụ trách các vấn đề Doanh nghiệp vừa và nhỏ, Thương mại và Tiểu thủ Công nghiệp và các ngành nghề tự do                        | 7 tháng 5 năm 2002 - 30 tháng 3 năm 2004   | Francis Mer (Bộ trưởng Kinh tế, Tài chính và Công nghiệp)                                       | Liên minh vì Phong trào Nhân dân                                  |
| Christian Jacob                                           | không khung               | 4 tháng 12 năm 1959 (Còn sống)                                                     | Bộ trưởng Uỷ nhiệm phụ các vấn đề Doanh nghiệp vừa và nhỏ, Thương mại và Tiểu thủ Công nghiệp và các ngành nghề tự do                         | 31 tháng 3 - 29 tháng 11 năm 2004          | Nicolas Sarkozy (Bộ trưởng Kinh tế, Tài chính và Công nghiệp)                                   | Liên minh vì Phong trào Nhân dân                                  |
| Trống vị trí (30 tháng 11 năm 2004 - 17 tháng 3 năm 2008) |                           |                                                                                    | |                                            |                                                                                                 |                                                                   |
| Hervé Novelli                                             | không khung               | 6 tháng 3 năm 1949 (Còn sống)                                                      | Quốc vụ khanh phụ trách các vấn đề Thương mại, Tiểu thủ Công nghiệp, Doanh nghiệp vừa và nhỏ, Du lịch và Dịch vụ                              | 18 tháng 3 năm 2008 - 13 tháng 11 năm 2010 | Christine Lagarde (Bộ trưởng Kinh tế, Công nghiệp và Việc làm)                                  | Liên minh vì Phong trào Nhân dân                                  |
| Hervé Novelli                                             | không khung               | 6 tháng 3 năm 1949 (Còn sống)                                                      | Quốc vụ khanh phụ trách các vấn đề Thương mại, Tiểu thủ Công nghiệp, Doanh nghiệp vừa và nhỏ, Du lịch và Dịch vụ và Người tiêu dùng           | 18 tháng 3 năm 2008 - 13 tháng 11 năm 2010 | Christine Lagarde (Bộ trưởng Kinh tế, Công nghiệp và Việc làm)                                  | Liên minh vì Phong trào Nhân dân                                  |
| Frédéric Lefebvre                                         | không khung               | 14 tháng 10 năm 1963 (Còn sống)                                                    | Quốc vụ khanh phụ trách các vấn đề Thương mại, Tiểu thủ Công nghiệp, Doanh nghiệp vừa và nhỏ, Du lịch, Dịch vụ, Nghề tự do và Người tiêu dùng | 14 tháng 11 năm 2010 - 10 tháng 5 năm 2012 | Christine Lagarde (Bộ trưởng Kinh tế, Công nghiệp và Việc làm)                                  | Liên minh vì Phong trào Nhân dân                                  |
| Frédéric Lefebvre                                         | không khung               | 14 tháng 10 năm 1963 (Còn sống)                                                    | Quốc vụ khanh phụ trách các vấn đề Thương mại, Tiểu thủ Công nghiệp, Doanh nghiệp vừa và nhỏ, Du lịch, Dịch vụ, Nghề tự do và Người tiêu dùng | 14 tháng 11 năm 2010 - 10 tháng 5 năm 2012 | François Baroin (Bộ trưởng Kinh tế, Công nghiệp và Việc làm)                                    | Liên minh vì Phong trào Nhân dân                                  |
| Sylvia Pinel                                              | không khung               | 28 tháng 9 năm 1977 (Còn sống)                                                     | Bộ trưởng Uỷ nhiệm phụ trách các vấn đề Thương mại, Tiểu thủ Công nghiệp và Du lịch                                                           | 16 tháng 5 - 18 tháng 6 năm 2012           | Arnaud Montebourg (Bộ trưởng Phục hồi Năng suất Lao động)                                       | Đảng Cấp tiến Cánh tả                                             |
| Trống vị trí (21 tháng 6 năm 2012 - 8 tháng 4 năm 2014)   |                           |                                                                                    | |                                            |                                                                                                 |                                                                   |
| Valérie Fourneyron                                        | không khung               | 4 tháng 10 năm 1959 (Còn sống)                                                     | Quốc vụ khanh phụ trách các vấn đề về Thương mại, Tiểu thủ Công nghiệp, Tiêu dùng, Kinh tế Xã hội và Đoàn kết                                 | 9 tháng 4 - 3 tháng 6 năm 2014             | Arnaud Montebourg (Bộ trưởng Kinh tế, Phục hồi Năng suất Lao động và Kỹ thuật số)               | Đảng Xã hội                                                       |
| Carole Delga                                              | không khung               | 19 tháng 8 năm 1971 (Còn sống)                                                     | Quốc vụ khanh phụ trách các vấn đề về Thương mại, Tiểu thủ Công nghiệp, Tiêu dùng, Kinh tế Xã hội và Đoàn kết                                 | 3 tháng 6 năm 2014 - 17 tháng 6 năm 2015   | Arnaud Montebourg (Bộ trưởng Kinh tế, Phục hồi Năng suất Lao động và Kỹ thuật số)               | Đảng Xã hội                                                       |
| Carole Delga                                              | không khung               | 19 tháng 8 năm 1971 (Còn sống)                                                     | Quốc vụ khanh phụ trách các vấn đề về Thương mại, Tiểu thủ Công nghiệp, Tiêu dùng, Kinh tế Xã hội và Đoàn kết                                 | 3 tháng 6 năm 2014 - 17 tháng 6 năm 2015   | Emmanuel Macron (Bộ trưởng Kinh tế, Công nghiệp và Kỹ thuật số)                                 | Đảng Xã hội                                                       |
| Martine Pinville                                          | không khung               | 23 tháng 10 năm 1958 (Còn sống)                                                    | Quốc vụ khanh phụ trách các vấn đề về Thương mại, Tiểu thủ Công nghiệp, Tiêu dùng, Kinh tế Xã hội và Đoàn kết                                 | 17 tháng 6 năm 2015 - 5 tháng 10 năm 2017  |                                                                                                 | Đảng Xã hội                                                       |
| Martine Pinville                                          | không khung               | 23 tháng 10 năm 1958 (Còn sống)                                                    | Quốc vụ khanh phụ trách các vấn đề về Thương mại, Tiểu thủ Công nghiệp, Tiêu dùng, Kinh tế Xã hội và Đoàn kết                                 | 17 tháng 6 năm 2015 - 5 tháng 10 năm 2017  | Michel Sapin (Bộ trưởng Kinh tế và Tài chính)                                                   | Đảng Xã hội                                                       |
| Trống vị trí (5 tháng 10 năm 2017 - 4 tháng 7 năm 2022)   |                           |                                                                                    | |                                            |                                                                                                 |                                                                   |
| Olivia Grégoire                                           | không khung               | 30 tháng 9 năm 1978 (Còn sống)                                                     | Bộ trưởng Chuyên trách phụ trách các vấn đề về Doanh nghiệp vừa và nhỏ, Thương mại, Thủ công nghiệp và Du lịch.                               | 4 tháng 7 năm 2022 - 11 tháng 1 năm 2024   | Bruno Le Maire (Bộ trưởng Kinh tế, Tài chính và Chủ quyền Công nghiệp và Chủ quyền Kỹ thuật số) | Phục hưng/Nền Cộng hoà tiến bước                                  |
| Olivia Grégoire                                           | không khung               | 30 tháng 9 năm 1978 (Còn sống)                                                     | Bộ trưởng Chuyên trách phụ trách các vấn đề về Doanh nghiệp, Du lịch và Tiêu dùng                                                             | 8 tháng 2 năm 2024 - 21 tháng 9 năm 2024   | Bruno Le Maire (Bộ trưởng Kinh tế, Tài chính và Chủ quyền Công nghiệp và Chủ quyền Kỹ thuật số) | Phục hưng/Nền Cộng hoà tiến bước                                  |
| Françoise Gatel                                           | không khung               | 14 tháng 3 năm 1953 (Còn sống)                                                     | Bộ trưởng Chuyên trách phụ trách phụ trách các vấn đề về Phát triển Nông thôn, Thương mại và Thủ công nghiệp                                  | 21 tháng 9 năm 2024 - nay                  | Catherine Vautrin (Bộ trưởng Hợp tác với các Vùng lãnh thổ và Phân quyền)                       | Liên minh Dân chủ và Độc lập                                      |